# Inchon (film)
Inchon este un film epic de război din 1981 regizat de Terence Young după un scenariu de Laird Koenig și Robin Moore după o poveste de Moore și Paul Savage despre Bătălia de la Inchon. În rolurile principale au interpretat actorii Laurence Olivier ca general Douglas MacArthur, Jacqueline Bisset și Ben Gazzara.

## Distribuție
Au interpretat actorii:
- Laurence Olivier - General Douglas MacArthur
- Jacqueline Bisset - Barbara Hallsworth
- Ben Gazzara - Maior Frank Hallsworth
- Toshiro Mifune - Saito
- Richard Roundtree - Sergent Augustus Henderson
- David Janssen - David Feld
- Namkoong Won - Park
- Karen Kahn - Lim